# Noiseau
Noiseau település Franciaországban, Val-de-Marne megyében. Lakosainak száma 4619 fő (2022. január 1.). Noiseau Ormesson-sur-Marne, La Queue-en-Brie és Sucy-en-Brie községekkel határos.

## Népesség
A település népessége az elmúlt években az alábbi módon változott:
| Lakosok száma | 4699 | 4709 | 4724 | 4651 | 4622 | 4607 | 4602 | 4610 | 4619 |
|               | 2013 | 2015 | 2016 | 2017 | 2018 | 2019 | 2020 | 2021 | 2022 |